# Siegrun Klemmer
Siegrun Klemmer geb. Schulz (* 13. Juni 1939 in Danzig) ist eine deutsche Politikerin der SPD.

## Ausbildung und Beruf
Nach dem Abitur 1957 in Salzwedel studierte Siegrun Klemmer von 1958 bis 1960 Germanistik und Geschichte in Hamburg und von 1960 bis 1963 in Köln. Nach ihrem Examen als Diplombibliothekarin 1963 arbeitete sie bis 1967 im öffentlichen Büchereiwesen in Berlin.

## Politische Karriere
Siegrun Klemmer ist seit 1970 Mitglied der SPD. Sie war drei Wahlperioden lang vom 20. Dezember 1990 bis zum 17. Oktober 2002 Mitglied des Deutschen Bundestages. Sie wurde über die Landesliste, zuletzt als Direktkandidatin im Wahlkreis Berlin-Charlottenburg-Wilmersdorf der SPD in Berlin gewählt.